# O-glicosilación
En el campo de la bioquímica se denomina O-glicosilación al añadido de una molécula de azúcar a un átomo de oxígeno presente en un residuo aminoacídico de una proteína. La O-glicosilación es una forma de glicosilación que ocurre en el aparato de Golgi de los organismos eucariotas. También se produce en arqueas y bacterias.

## Azúcares

### O-N-acetilgalactosamina (O-GalNAc)
La O-glicosilación ocurre en una etapa tardía durante el procesamiento de las proteínas, probablemente en el aparato de Golgi. Este tipo de glicosilación se produce por el añadido de N-acetil-galactosamina a un residuo de serina o treonina, en un proceso mediado por la enzima UDP-N-acetil-D-galactosamina:polipéptido N-acetilgalactosaminiltransferasa (EC 2.4.1.41), seguida por otros carbohidratos tales como la galactosa y el ácido siálico. Este proceso es importante para algunos tipos de proteínas tales como los proteoglicanos, la cual involucra la adición de cadenas de glicosaminglicanos al núcleo de proteoglicano inicialmente no glicosilado. Estas adiciones son usualmente glicoproteínas O-enlazadas a una serina, las cuales parecen tener al menos una de dos funciones. Una de estas funciones implica la secreción de materiales para formar la matriz extracelular, adhiriendo una célula a otra por medio de interacciones entre los grandes complejos de azúcar de los proteoglicanos. La otra función principal es la de actuar como componente de las secreciones, donde la alta concentración de carbohidratos es lo que propende a otorgar al mucus su aspecto "baboso". El residuo GlcNAc-β-Ser/Thr, que se encuentra en las proteínas del citoesqueleto y nucleares, fue el primer ejemplo reportado de proteínas glicosiladas encontradas en una localización diferente a la de los canales secretorios. Las proteínas que circulan en la sangre normalmente no se encuentran O-glicosiladas, con la excepción de la IgA1 y la IgD (dos tipos de anticuerpos) y el inhibidor-C1.

### O-fucosa
La O-fucosa se añade entre el segundo y tercer residuo conservado de cisteína de las repeticiones similares a factor de crecimiento epidérmico (EGF) en las proteínas Notch, y otros sustratos por medio de la GDP-fucosa proteína O-fucosiltransferasa 1, y en las repeticiones trombospondina por la GDP-fucosa proteína O-fucosiltransferasa 2. En el caso de las repeticiones EGF, la O-fucosa puede ser posteriormente elongada hasta formar un tetrasacárido por la adición secuencial de N-acetilglucosamina (GlcNAc), galactosa, y ácido siálico, y en las repeticiones trombospondina, puede ser elongada hasta formar un disacárido porl a adición de glucosa. Estas dos fucosiltransferasas se encuentran localizadas en el retículo endoplasmático, lo cual es algo inusual para las glicosiltransferasas, las mayor parte de las cuales se encuentran en el aparato de Golgi.

### O-glucosa
La O-glucosa se añade entre el segundo y tercer residuo conservado de cisteína de las repeticiones similares a factor de crecimiento epidérmico (EGF) en las proteínas Notch, y otros sustratos por medio de la proteína:O-glucosiltransferasa (Poglut). Esta enzima se conoce como Rumi en Drosophila, y también se encuentra localizada en el RE al igual que las O-fucosiltransferasas. La modificación con O-glucosa parece ser necesaria para el correcto plegamiento de las repeticiones EGF en las proteínas Notch, y aumentan la secreción de este receptor.

### O-N-acetilglucosamina (O-GlcNAc)
La O-GlcNAc se añade a las serinas o treoninas por medio de una O-GlcNAc transferasa.  La O-GlcNAc parece ocurrir en la mayor parte de las serinas o treoninas que de otro modo serían fosforiladas por las serina/treonina kinasa. De esta forma si ocurre la fosforilación, no ocurre la O-GlcNAción, y vice versa.  Esta modificación aparentemente competitiva de ciertos sitios puede tener consecuencias significativas para algunas líneas de investigación. Mucha de la investigación en el cáncer se encuentra enfocada en la fosforilación, debido a que cumple un papel importante en las vías de señalización celular. Como la glucosilación variable o competitiva ocurre en los mismos sitios, existe el riesgo de que la investigación en fosforilación haya pasado por alto los importantes roles que estos sitios de modificación desempeñan cuando se encuentran glicosilados. La adición y remoción de O-GlcNAc addition también parece desempeñar un papel regulatorio en las vías que se encuentran alteradas en la diabetes mellitus. El gen que codifica para la enzima O-GlcNAcasa (OGA) se ha relacionado con la diabetes mellitus no insulinodependiente. Cumple una función en el paso terminal en la vía de señalización de las hexosaminas como detectora de nutrientes.
Recientemente se ha reportado una O-GlcNAción que ocurre entre la quinta y la sexta cisteínas conservadas en algunas repeticiones de tipo EGF en las proteínas Notch. Parecería ser poco probable que esta modificación pudiera ser debida a la misma enzima involucrada en la adición de O-GlcNAc a las proteínas localizadas en el núcleo y citoplasma, considerando que la adición de O-fucosa y O-glucosa a las repeticiones EGF es debida a enzimas localizadas en el RE, presumiblemente exista una proteína localizada en el RE de tipo O-GlcNAc transferasa.

### O-mannosa
Durante la O-manosilación, un residuo de manosa se transfiere de manosa-p-dolicol a un residuo de serina/treonina en las proteínas de vías secretorias. La O-manosilación es común tanto en procariotas como en eucariotas.

## Proteínas

### Colágeno
Muchas de las lisinas presentes en el colágeno se encuentran hidroxiladas para formar hidroxilisina, y muchas de estas hidroxilisinas se encuentran por lo tanto glicosiladas por la adición de galactosa. Estos monosacáridos de galactosa pueden ser posteriormente elongados por la adición de una glucosa. Esta glicosilación es un requerimiento para el correcto funcionamiento del colágeno. La hidroxilación de las lisinas comienza en el retículo endoplasmático, pero ocurre predominantemente en el aparato de Golgi.
En el colágeno también se encuentran hidroxiladas las prolinas, sin embargo en esos puntos no se produce una glicosilación ya que las hidroxiprolinas son necesarias para el enlace hidrógeno que estabiliza la triple hélice del colágeno. Hay una proteína en Dictyostelium discoideum llamada Skp1 que acarrea GlcNaAc hacia la hidroxiprolina, pero esta parece ser una forma extremadamente rara de glicosilación. Por otra parte, sólo en las plantas aparecen proteínas con glicanos añadidos a las hidroxiprolinas, con galactosa y arabinosa como los glúcidos que aparecen reportados en la literatura.

### Glicogenina
La glicogenina de hígado y músculo lleva una glucosa añadida a una cadena lateral de tirosina. Es el único ejemplo conocido de una tirosina glicosilada en la naturaleza.

### Proteoglicanos
Los enormes y complejos glicanos que modifican a los proteoglicanos se inician por la adición de xilosa a una serina. Esta es la única forma de glicanos reportada hasta ahora que comienza con la adición de una xilosa directamente a una proteína, aparte de la xilosa observada en la fosfoserina en Dictyostelium discoideum que se describe más arriba.

## Lípidos
Tanto una galactosa como una glucosa se pueden añadir al hidroxilo en los lípidos del tipo ceramidas. La glucosa también puede ser posteriormente elongada por la adición de una galactosa.